# Attentats contre le MacDonald's de Saint-Jean-de-Luz
Les explosions du MacDonald's de Saint-Jean-de-Luz (Pyrénées-Atlantiques) ont lieu le 17 août 1996 puis le 29 mai 1997.

## Déroulement
Le 17 août 1996, à 4 h 2 du matin, une bonbonne de gaz de treize kilos doté d'un système électrique de mise à feu fait exploser le MacDonald's en construction à Saint-Jean-de-Luz. La déflagration s'entend à plusieurs kilomètres.
Le 29 mai 1997, à 1 h 28 du matin une bonbonne de gaz de treize kilos fait exploser une seconde fois le MacDonald's à Saint-Jean-de-Luz, L'explosion fait suite à la condamnation, le 23 mai 1997, à huit ans de prison, de Jean-Noël Garispe, militant d'Iparretarrak. L'organisation Iparretarrak revendique le 3 juin 1997 l'explosion et déclare dans un communiqué que « ce type d'établissement est contraire au développement de notre pays […]. Ni les insultes ni les lourdes condamnations comme celle infligée à Jean-Noël Garispe n'affaibliront notre détermination ». L'organisation, réaffirme le choix de la lutte armée et dénonce « le mépris de la classe politique envers les institutions et le vote des électeurs ».